# Kureika
Kureika (rus: Курейка) és un poble del krai de Krasnoiarsk, a Rússia, que en el cens del 2010 tenia 78 habitants. Es troba just per sobre del cercle polar àrtic.